# Phalacrocera manipurensis
Phalacrocera manipurensis är en tvåvingeart som beskrevs av Alexander 1964. Phalacrocera manipurensis ingår i släktet Phalacrocera och familjen mellanharkrankar. Inga underarter finns listade i Catalogue of Life.